# Phyllomedusa vaillantii
Phyllomedusa vaillantii är en groddjursart som beskrevs av George Albert Boulenger 1882. Phyllomedusa vaillantii ingår i släktet Phyllomedusa och familjen lövgrodor. IUCN kategoriserar arten globalt som livskraftig. Inga underarter finns listade i Catalogue of Life.